# Ian M. Cook
Ian M. Cook är en brittisk företagsledare som är styrelseordförande, president och vd för det amerikanska multinationella hygienföretaget The Colgate-Palmolive Company. Han är också ledamot i styrelserna för dryckes- och livsmedelstillverkaren Pepsico, Inc. och jämställdhetsorganisationen Catalyst, som arbetar för att främja jämställdhet för kvinnor på arbetsplatser, och var dessförinnan bland annat exekutiv vicepresident och COO för Colgate-Palmolive.
Cook avlade examen vid London Guildhall University.